# Jonas Urbig
Jonas Kurt Urbig (Euskirchen, 8 de agosto de 2003) es un futbolista alemán que juega como portero en el Bayern de Múnich de la 1. Bundesliga.

## Trayectoria
Jonas Kurt Urbig nació el 8 de agosto de 2003 en Euskirchen, en el estado alemán de Renania del Norte-Westfalia. Sus padres son Martina y Kurt Urbig, que jugó como portero en el club de fútbol aficionado TSC Euskirchen. Tras asistir a una prueba en el F. C. Colonia, ingresó en la cantera del club en 2012. Jugó en todos los equipos juveniles del Colonia. En enero de 2023 fue cedido al 2. Bundesliga del SSV Jahn Regensburg. Hizo su primera aparición profesional en una derrota por 2-0 contra el S. V. Darmstadt 98 y se convirtió en el portero titular del Ratisbona. Regresó a su club de origen al final de la temporada 2022-23 después de que el Regenbsurg no lograra evitar el descenso a la 3. Liga.
En julio de 2023 el club anunció que Urbig había ampliado su contrato hasta 2026 y que se incorporaría al SpVgg Greuther Fürth de la 2. Bundesliga para una cesión de un año.
El 27 de enero de 2025 firmó un contrato de cuatro años y medio con el Bayern de Múnich. El 5 de marzo debutó en octavos de final de la Liga de Campeones, sustituyendo a Manuel Neuer, y mantuvo su portería a cero en la victoria por 3-0 en casa contra el Bayer Leverkusen.

## Selección nacional
Ha representado a Alemania como internacional juvenil desde la selección sub-17.

## Estadísticas

### Clubes
Actualizado al último partido disputado el 11 de marzo de 2025.
| F. C. Colonia II · Alemania           | 4.ª           | 2021-22       | 14 | 17  | — | — | — | — | 14 | 17  |
| F. C. Colonia II · Alemania           | 4.ª           | 2022-23       | 13 | 25  | — | — | — | — | 13 | 25  |
| F. C. Colonia II · Alemania           | Total club    | Total club    | 27 | 42  | 0 | 0 | 0 | 0 | 27 | 42  |
| SSV Jahn Ratisbona · Alemania         | 2.ª           | 2022-23       | 17 | 28  | — | — | — | — | 17 | 28  |
| SSV Jahn Ratisbona · Alemania         | Total club    | Total club    | 17 | 28  | 0 | 0 | 0 | 0 | 17 | 28  |
| SpVgg Greuther Fürth · Alemania       | 2.ª           | 2023-24       | 33 | 48  | 1 | 0 | — | — | 34 | 48  |
| SpVgg Greuther Fürth · Alemania       | Total club    | Total club    | 33 | 48  | 1 | 0 | 0 | 0 | 34 | 48  |
| F. C. Colonia · Alemania              | 2.ª           | 2024-25       | 10 | 20  | 1 | 2 | — | — | 11 | 22  |
| F. C. Colonia · Alemania              | Total club    | Total club    | 10 | 20  | 1 | 2 | 0 | 0 | 11 | 22  |
| Bayern de Múnich · Alemania           | 1.ª           | 2024-25       | 1  | 3   | — | — | 2 | 0 | 3  | 3   |
| Bayern de Múnich · Alemania           | Total club    | Total club    | 1  | 3   | 0 | 0 | 2 | 0 | 3  | 3   |
| Total carrera                         | Total carrera | Total carrera | 88 | 141 | 2 | 2 | 2 | 0 | 92 | 143 |
| (1) Hace referencia a goles encajados |               |               |    |     |   |   |   |   |    |     |

## Palmarés

### Títulos nacionales
| Título                | Club             | País     | Año  |
| --------------------- | ---------------- | -------- | ---- |
| 1. Bundesliga         | Bayern de Múnich | Alemania | 2025 |
| Supercopa de Alemania | Bayern de Múnich | Alemania | 2025 |